# گال‌ها (فرانسه)
مقالات مرتبط: گالیا سیزالپینا، گالیا ناربوننسیس آکوئیتانیا

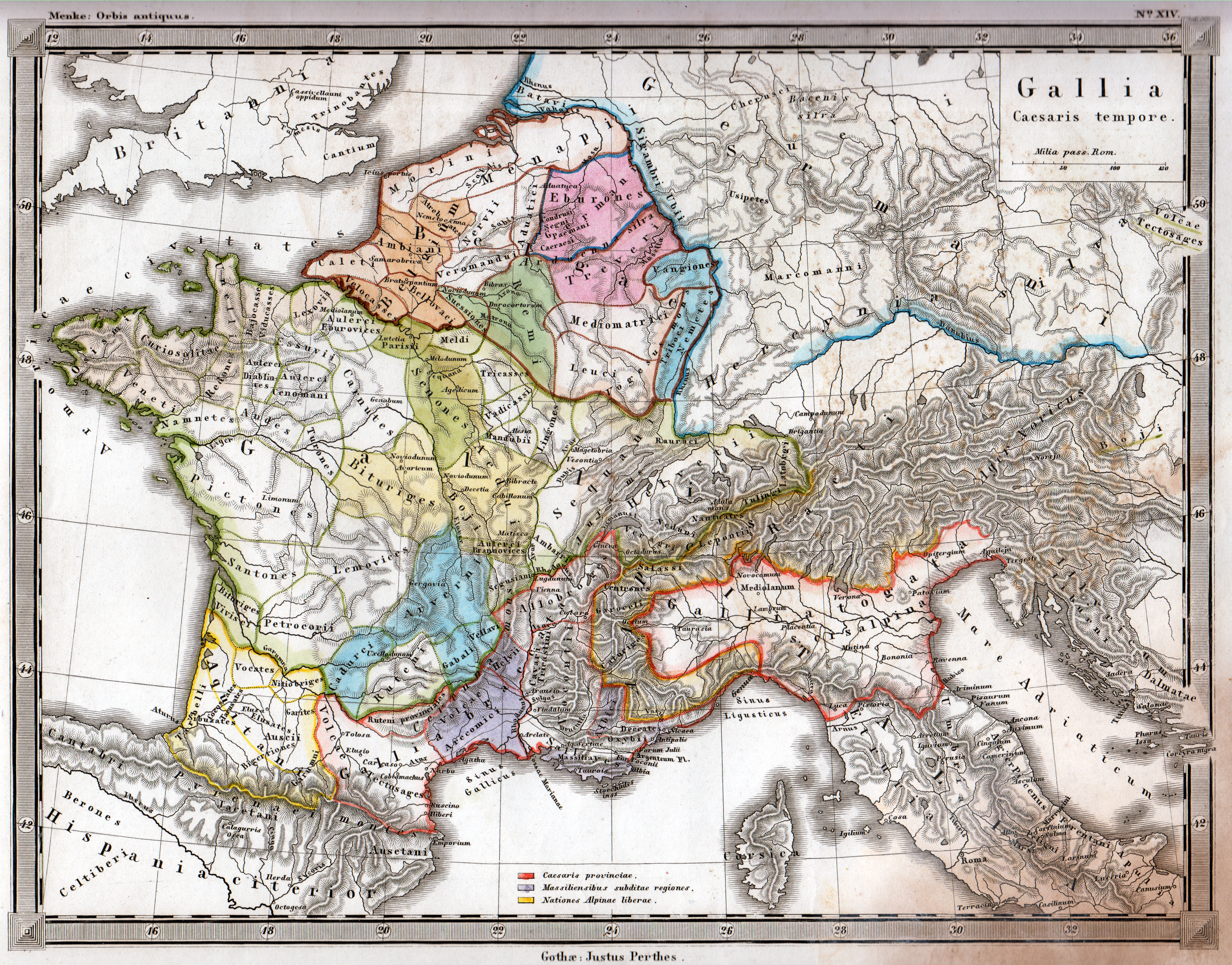
نقشه ای از سرزمین گال‌ها که تا حدودی با فرانسه امروزی مطابقت دارد.

گال‌ها یا مردمان سرزمین گال (به فرانسوی: Peuples Gaulois) مردمانی بودند که در سرزمین گال در باختر اروپا (فرانسه کنونی، بلژیک، سوئیس باختری، بخش‌هایی از هلند و کرانه باختری رود راین در آلمان) می‌زیستند. آن‌ها مردمانی از نژاد سلتی به‌شمار می‌رفتند که در آغاز در سرزمین یاد شده بسر می‌بردند، اما در روزگار روی کار آمدن رومیان در همه جای اروپا پراکنده شدند. گال‌ها به زبان گالیک از زبان‌های سلتی قاره‌ای سخن می‌گفتند. کانون گرد آمدنشان در فرانسه و پس از آن در بخشی از شمال ایتالیا و آنگاه شمال کوهای آلپ بود.
گالها نزدیک به سال ۳۹۰ پیش از میلاد به رم تاختند. در ۲۸۱ پیش از زایش مسیح شمار بسیاری از گال‌های خاوری به تراس در شمال یونان کوچ کردند.
یکی از سردسته‌های بزرگ گال به نام برنوس که ارتشی بزرگ را رهبری می‌نمود برآن شد تا به پرستشگاه آپولون در دلفی دست درازی کند، اما گفته می‌شود که تندری را که همان زمان رخ داد نشانی از یک هشدار آپولون دانسته و از این کار خودداری کرده‌است. در همین زمان ۱۰هزار تن از سلتی‌ها با برده‌هایشان به تراس کوچیدند. سه دسته از ایشان به خواهش نیکومدس یکم شاه بیتونیه از تراس گذشتند و به آسیای کوچک رفتند. نیکومدس برای نبرد با برادرش به نیروهای ایشان نیاز داشت. اینان سرانجام در کاپادوکیه و فریجیه در آناتولی میانی جای گرفتند که سبب شد از آن پس این سرزمین به گالاتیا نامور شود.

## واژه‌شناسی
ریشه واژه گال برگرفته از زبان سلتی باستان و به معنای قادر یا توانا است (گال در زبان ایرلندی-سلتی نیز
به معنی شجاع یا شجاعت است). منابع بریتانیایی در زبان سلتی-بریتانیایی باستان نیز گالوت را به معنای شجاعت و گالوش کورنیش را به معنای توانایی ترجمه می‌کنند.
نام‌های قومی گالاتای، گالاتیا و گالیتائه و همچنین نام‌های افراد گالی مانند گالوس یا گالیوس نیز مرتبط هستند. گیلارد نام مدرن فرانسوی ("شجاع، نیرومند، سالم") از اسم گالو-لاتین *گالیا- یا گالّیا- ("قدرت، قدرتمند") سرچشمه می‌گیرد. زبان‌شناس واتسلاو بلاژک استدلال کرده‌است که گال ایرلندی ("خارجی") و گال ولز ("دشمن، متخاصم") نیز امکان دارد اقتباس‌های بعدی از نام قوم گالی باشند که در طول هزاره اول پس از میلاد به سایر زبان‌های سلتی جزایر بریتانیا وارد شده‌اند.
بنابر نوشته های سزار (اواسط قرن اول پیش از میلاد)، گال‌های استان گالیا سلتیکا خود را به زبان خودشان سِلتائه می‌نامیدند و در زبان لاتین گالّی نامیده می‌شدند. رومی ها در واقع از نام قومی گالی به عنوان مترادف برای سلتائه استفاده می کردند.
واژه گال در منابع انگلیسی مشتق از گالی لاتین نمی باشد، بلکه از کلمه آلمانی *Walhaz، اصطلاحی برآمده از قومیت گالی ولکائه (Volcae) است که به طور کلی تر سخنوران سلتیک و رمانس را در زبان های ژرمنی قرون وسطی (مانند ولزی، والز، ولاخ) نشان می دهد.

## جستارهای وابسته

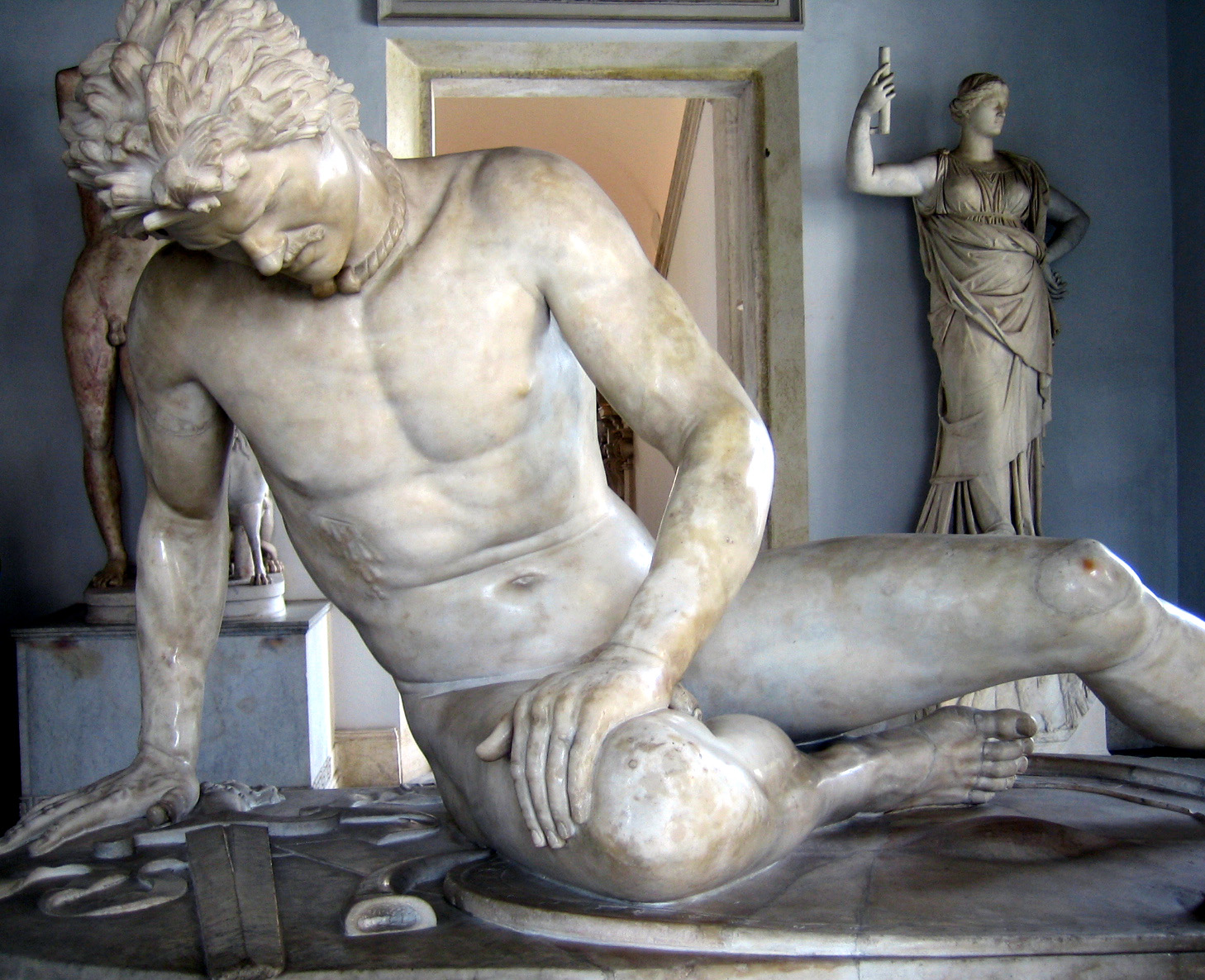
تندیسی یونانی ساخته شده در ۲۳۰-۲۲۰ پیش از زایش به نام مرگِ گُل
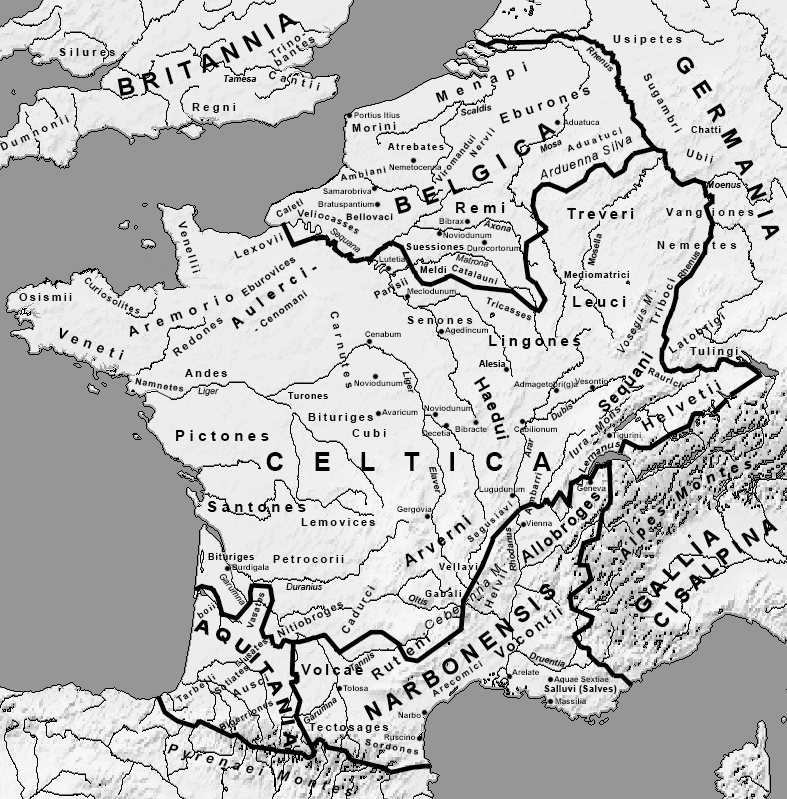
مرزهای سرزمین گال در سال ۵۸ پیش از زایش مسیح